# Rómulo Méndez
Rómulo Méndez Molina (Cobán; 21 de diciembre de 1938-Kentucky; 6 de enero de 2022) fue un árbitro de fútbol guatemalteco. Fue el primer árbitro guatemalteco en participar en una Copa del Mundo.

## Trayectoria
Empezó su trabajo arbitral en 1971, cuando pitó algunos encuentros de la Liga Nacional de Guatemala. Más tarde, fue llamado en el Preolímpico de Concacaf de 1976.
Posteriormente, arbitró en la Clasificación de Concacaf para la Copa Mundial de 1978 y 1982, siendo este último torneo la clave para poder estar en el Mundial de España 1982, donde se encargó de impartir justicia en el juego de Argelia 3 Chile 2.
Debido a esta labor, volvió a ser llamado en la Copa del Mundo, pero esta vez en México 1986. Ya estando allí, fue el encargado del partido en el que Brasil venció por la mínima a Argelia el 6 de junio en el Estadio Jalisco.